# 融安県
融安県（ゆうあん-けん）は中華人民共和国広西チワン族自治区柳州市に位置する県。

## 行政区画
- 街道:融州街道
- 鎮:長安鎮、浮石鎮、泗頂鎮、板欖鎮、大将鎮、大良鎮
- 郷:雅瑤郷、大坡郷、東起郷、沙子郷、橋板郷、潭頭郷